# Eлектропокретач
Електропокретач, електростартер или анласер (  — „покретач”) је електромотор намењен за покретање мотора са унутрашњим сагоревањем.
Најчешће, електропокретач покреће мотор преко зупчаника који се налази на замајцу. Да би му се продужио радни век, није стално узупчен са замајцем већ се приликом паљења узупчава помоћу бендикса.